# Dzithankov
Dzithankov ou Dzithanqov (en arménien Ձիթհանքով) est une communauté rurale du marz de Shirak en Arménie. En 2008, elle compte 1 565 habitants.